# Tiso megalops
Tiso megalops är en spindelart som beskrevs av Lodovico di Caporiacco 1935. Tiso megalops ingår i släktet Tiso och familjen täckvävarspindlar. Inga underarter finns listade i Catalogue of Life.